# Seven Hills
Seven Hills és una població dels Estats Units a l'estat d'Ohio. Segons el cens del 2000 tenia 12.080 habitants.

## Demografia
Segons el cens del 2000, Seven Hills tenia 12.080 habitants, 4.787 habitatges, i 3.757 famílies. La densitat de població era de 931 habitants/km².
Dels 4.787 habitatges en un 22,7% hi vivien nens de menys de 18 anys, en un 68,2% hi vivien parelles casades, en un 7,5% dones solteres, i en un 21,5% no eren unitats familiars. En el 19,4% dels habitatges hi vivien persones soles el 12,3% de les quals corresponia a persones de 65 anys o més que vivien soles. El nombre mitjà de persones vivint en cada habitatge era de 2,52 i el nombre mitjà de persones que vivien en cada família era de 2,89.
Per edats la població es repartia de la següent manera: un 18,2% tenia menys de 18 anys, un 5,2% entre 18 i 24, un 23,4% entre 25 i 44, un 27,4% de 45 a 60 i un 25,8% 65 anys o més.
L'edat mediana era de 47 anys. Per cada 100 dones de 18 o més anys hi havia 91,7 homes.
La renda mediana per habitatge era de 54.413 $ i la renda mediana per família de 62.520 $. Els homes tenien una renda mediana de 44.500 $ mentre que les dones 31.047 $. La renda per capita de la població era de 25.014 $. Aproximadament el 2% de les famílies i el 2,6% de la població estaven per davall del llindar de pobresa.

## Poblacions més properes
El següent diagrama mostra les poblacions més properes.